# سری آ (بسکتبال)
سری آ (انگلیسی: Serie A) بالاترین سطح لیگ بسکتبال در کشور ایتالیا است که در سال ۱۹۲۰ تأسیس شده‌است. باشگاه المپیا میلان با ۲۸ قهرمانی پرافتخارترین تیم این مسابقات است.

## پرافتخارترین باشگاه‌ها
| باشگاه                                      | قهرمانی | فصل‌های قهرمانی |
| ------------------------------------------- | ------- | --- |
| المپیا میلان                                | ۲۸      | ۱۹۳۵–۳۶, ۱۹۳۶–۳۷, ۱۹۳۷–۳۸, ۱۹۳۸–۳۹, ۱۹۴۹–۵۰, ۱۹۵۰–۵۱, ۱۹۵۱–۵۲, ۱۹۵۲–۵۳, ۱۹۵۳–۵۴, ۱۹۵۶–۵۷, ۱۹۵۷–۵۸, ۱۹۵۸–۵۹, ۱۹۵۹–۶۰, ۱۹۶۱–۶۲, ۱۹۶۲–۶۳, ۱۹۶۴–۶۵, ۱۹۶۵–۶۶, ۱۹۶۶–۶۷, ۱۹۷۱–۷۲, ۱۹۸۱–۸۲, ۱۹۸۴–۸۵, ۱۹۸۵–۸۶, ۱۹۸۶–۸۷, ۱۹۸۸–۸۹, ۱۹۹۵–۹۶, ۲۰۱۳–۱۴, ۲۰۱۵–۱۶, ۲۰۱۷–۱۸ |
| Virtus Bologna                              | ۱۶      | ۱۹۴۵–۴۶, ۱۹۴۶–۴۷, ۱۹۴۷–۴۸, ۱۹۴۸–۴۹, ۱۹۵۴–۵۵, ۱۹۵۵–۵۶, ۱۹۷۵–۷۶, ۱۹۷۸–۷۹, ۱۹۷۹–۸۰, ۱۹۸۳–۸۴, ۱۹۹۲–۹۳, ۱۹۹۳–۹۴, ۱۹۹۴–۹۵, ۱۹۹۷–۹۸, ۲۰۰۰–۰۱, ۲۰۲۰–۲۱ |
| پالاسانسترو وارزه                           | ۱۰      | ۱۹۶۰–۶۱, ۱۹۶۳–۶۴, ۱۹۶۸–۶۹, ۱۹۶۹–۷۰, ۱۹۷۰–۷۱, ۱۹۷۲–۷۳, ۱۹۷۳–۷۴, ۱۹۷۶–۷۷, ۱۹۷۷–۷۸, ۱۹۹۸–۹۹ |
| Mens Sana 1871                              | ۶       | ۲۰۰۳–۰۴, ۲۰۰۶–۰۷, ۲۰۰۷–۰۸, ۲۰۰۸–۰۹, ۲۰۰۹–۱۰, ۲۰۱۰–۱۱ |
| Assi Milano                                 | ۶       | ۱۹۲۱, ۱۹۲۲, ۱۹۲۴, ۱۹۲۵, ۱۹۲۶, ۱۹۲۷ |
| تریسته (سابقا Società Ginnastica Triestina) | ۵       | ۱۹۳۰, ۱۹۳۲, ۱۹۳۴, ۱۹۳۹–۴۰, ۱۹۴۰–۴۱ |
| یونیورسو ترویزو                             | ۵       | ۱۹۹۱–۹۲, ۱۹۹۶–۹۷, ۲۰۰۱–۰۲, ۲۰۰۲–۰۳, ۲۰۰۵–۰۶ |
| Ginnastica Roma                             | ۴       | ۱۹۲۸, ۱۹۳۱, ۱۹۳۳, ۱۹۳۵ |
| Reyer Venezia                               | ۴       | ۱۹۴۱–۴۲, ۱۹۴۲–۴۳, ۲۰۱۶–۱۷, ۲۰۱۸–۱۹ |
| Pallacanestro Cantù                         | ۳       | ۱۹۶۷–۶۸, ۱۹۷۴–۷۵, ۱۹۸۰–۸۱ |
| Victoria Libertas                           | ۲       | ۱۹۸۷–۸۸, ۱۹۸۹–۹۰ |
| Fortitudo Bologna                           | ۲       | ۱۹۹۹–۰۰, ۲۰۰۴–۰۵ |
| SEF Costanza Milano                         | ۱       | ۱۹۲۰ |
| Internazionale Milano                       | ۱       | ۱۹۲۳ |
| ویرتوس رم                                   | ۱       | ۱۹۸۲–۸۳ |
| یووه‌کازرتا                                  | ۱       | ۱۹۹۰–۹۱ |
| Dinamo Sassari                              | ۱       | ۲۰۱۴–۱۵ |

Bold indicates clubs which will play in the 2020–21 LBA season.